# 1962 en chimie
Cet article présente les faits marquants de l'année 1962 en chimie.

## Évènements
- 12 mars : Marguerite Perey, chimiste française connue pour avoir isolé le francium en 1939, devient la première femme élue correspondant de l'Académie des sciences[1],[2].
- 23 mars : Neil Bartlett synthétise l'hexafluoroplatinate de xénon, prouvant pour la première fois que les gaz nobles peuvent former des composés chimiques[3].

## Prix
- Prix Nobel de chimie : Max Ferdinand Perutz et John Cowdery Kendrew pour leurs travaux sur la structure des protéines globulaires[4].
- Prix Procter & Gamble : George Schatchard[5]
- Prix Anselme-Payen : Louis Wise[6]
- Médaille Garvan-Olin : Helen Dyer[7]
- Prix Ernest-Guenther : E.R.H. Jones[8]
- ACS Award in Pure Chemistry : Harden M. McConnell[9]
- Médaille Priestley : Joel H. Hildebrand (en)[10],[11],[12]
- Médaille Davy : Harry Julius Emeléus en reconnaissance de ses recherches remarquables en chimie inorganique et de la découverte et de l'examen d'un large éventail de nouveaux composés[13],[14].
- Claude S. Hudson Award in Carbohydrate Chemistry : Fred Smith[15]
- Médaille William-H.-Nichols : Paul J. Flory[16]

## Décès
- 20 juin[17] : Gabriel Bertrand (né en 1867), chimiste et biologiste français.
- 24 août : Walter-Ulrich Behrens (né en 1902), chimiste et statisticien allemand.
- 28 août : Edgar William R. Steacie (né en 1900), chimiste et professeur canadien.
- 18 novembre[18] : Niels Bohr (mort en 1962), physicien danois, lauréat du prix Nobel de physique de 1922[19],[20] pour ses travaux sur la structure de l'atome.
- 23 décembre : José Giral (né en 1879), universitaire et professeur de chimie.